# Arajärvi
Arajärvi är en sjö i Finland. Den ligger i kommunen Savukoski i landskapet Lappland, i den norra delen av landet, 800 km norr om huvudstaden Helsingfors. Arajärvi ligger 251,1 meter över havet. Den är 13,8 meter djup. Arean är 6,99 kvadratkilometer och strandlinjen är 13,9 kilometer lång. Sjön  ingår i Kemi älvs huvudavrinningsområde.   Den sträcker sig 4,8 kilometer i nord-sydlig riktning, och 3,0 kilometer i öst-västlig riktning.
I övrigt finns följande vid Arajärvi:
- Siulio (ett vattendrag)